# 1250
1250 (MCCL) var ett normalår som började en lördag i den julianska kalendern.

## Händelser

### Februari
- Februari – Valdemar Birgersson väljs till kung av Sverige sedan Erik den läspe och halte har avlidit 2 februari. Det är dock hans far, Birger Magnusson, som har den verkliga makten.

### November
- 1 november – Sedan den danske kungen Erik Plogpenning i augusti har blivit mördad av sin bror Abel utropas denne till ny kung av Danmark på landstinget i Viborg.

### Okänt datum
- Det svenska korståget mot Tavastland avslutas och en del av Finland fram till Kymmene älv läggs under svenskt styre.
- Birger jarl sluter avtal med Lübeck om tullfrihet och att tyskar som bosätter sig i Sverige skall följa svensk rätt.
- En borg börjar uppföras på Ragnhildsholmen vid Göta älv mittemot det norska Kongahälla.
- Robert de Sorbon stiftar det teologiska kollegiet i Paris Université Sorbonne Nouvelle (Sorbonne).
- Konrad IV erövrar Neapel.

## Födda
- Erik Birgersson svensk hertig, son till Birger jarl.
- Margareta av Burgund, drottning av Sicilien och Neapel

## Avlidna
- 2 februari – Erik den läspe och halte, kung av Sverige 1222–1229 och sedan 1234.[1]
- 9 eller 10 augusti – Erik Plogpenning, kung av Danmark sedan 1241 (mördad).

### Fotnoter
1. ↑  Det hände i dag